# ニュージーランドアシカ
ニュージーランドアシカ（Phocarctos hookeri）は、ネコ目（食肉目）アシカ科ニュージーランドアシカ属に分類される鰭脚類。

## 分類
本種のみでニュージーランドアシカ属を形成する。
後述の通り、現在ニュージーランドの南島に棲息するアシカとマオリ族によって絶滅させられたアシカは遺伝的に異なる系統であった。また、更新世のアシカは、ニュージーランドアシカともオーストラリアアシカとも異なる。

## 分布
ニュージーランド（キャンベル島、オークランド諸島、スネアズ諸島）固有種
オスが南島やマッコーリー島（オーストラリア）へ迷行した例がある。

## 形態
全長オス220cm、メス180cm。体重オス300-400kg、メス140-230kg。吻端は太く、額が突出しない。
幼獣は暗褐色の体毛で覆われる。オスの成獣は全身が黒褐色の体毛で覆われ、鬣が発達し肩部に達する。メスの成獣は背面が灰褐色、腹面が淡褐色の体毛で覆われる。

## 生態
海岸に生息する。大規模な回遊は行わない。
食性は動物食で、魚類、甲殻類、軟体動物などを食べるがペンギンを食べる事もある。主に夜間に水深30mまで潜水し、獲物を捕食する。
繁殖形態は胎生。オスは10-11月、メスは11-12月に砂浜に上陸し主に砂浜（水中で交尾する事もある）で交尾を行う。メスは出産してから1週間で発情し、再び交尾を行う。12-翌1月に砂浜で1回に1頭の幼獣を産む。授乳期間は6-8か月だが、1年に達する事もある。

## 人間との関係
毛皮や油目的の乱獲などにより生息数は激減した。1970年代における生息数は3000-4000頭と推定されている。
現在、南島などに棲息しているのは亜南極諸島からの移住個体の子孫であり、遺伝的に異なる本来のアシカは北島・南島・チャタム諸島 などでマオリ族の狩猟によって絶滅した。同じ理由で絶滅したワイタハペンギンも、後に亜南極諸島から移住したキンメペンギンによってニッチが再現された。